# Torneo de Los Cabos 2019
El Abierto Mexicano de Tenis Mifel presentado por Cinemex 2019 fue un torneo de tenis perteneciente al ATP Tour 2019 en la categoría ATP World Tour 250. El torneo tuvo lugar en la ciudad de Los Cabos, Baja California Sur (México) desde el 29 de julio hasta el 4 de agosto sobre pistas rápidas.

## Distribución de puntos
| Modalidad            | Campeón | Finalista | Semifinales | Cuartos de final | 2ª ronda | 1ª ronda | Clasificados | 2ª ronda de clasificación | 1ª ronda de clasificación |
| Individual masculino | 250     | 165       | 100         | 50               | 25       | 0        | 13           | 7                         | 0                         |
| Dobles masculino     | 250     | 150       | 90          | 45               | 20       | 0        | -            | -                         | -                         |

## Cabezas de serie

### Individuales masculino
| Tenista           | Ranking | Preclasificados |
| Fabio Fognini     | 10      | 1               |
| Guido Pella       | 24      | 2               |
| Diego Schwartzman | 25      | 3               |
| Lucas Pouille     | 27      | 4               |
| Taylor Fritz      | 32      | 5               |
| Christian Garín   | 37      | 6               |
| Radu Albot        | 42      | 7               |
| Mikhail Kukushkin | 45      | 8               |

- Ranking del 22 de julio de 2019.[2]

### Dobles masculino
| Tenista                                | Ranking | Preclasificados |
| Dominic Inglot Austin Krajicek         | 86      | 1               |
| Guido Pella Diego Schwartzman          | 101     | 2               |
| Santiago González Aisam-ul-Haq Qureshi | 111     | 3               |
| Ben McLachlan John-Patrick Smith       | 122     | 4               |

## Campeones

### Individual masculino
Diego Schwartzman venció a  Taylor Fritz por 7-6(8-6), 6-3

### Dobles masculino
Romain Arneodo /  Hugo Nys vencieron a  Dominic Inglot /  Austin Krajicek por 7-5, 5-7, [16-14]